# Thomas de Grey (5e baron Walsingham)
Thomas de Grey, 5e baron Walsingham (Chelsea 6 juillet 1804 - Merton, Norfolk, 31 décembre 1870), de Merton Hall, Norfolk, est un pair britannique. 

## Biographie

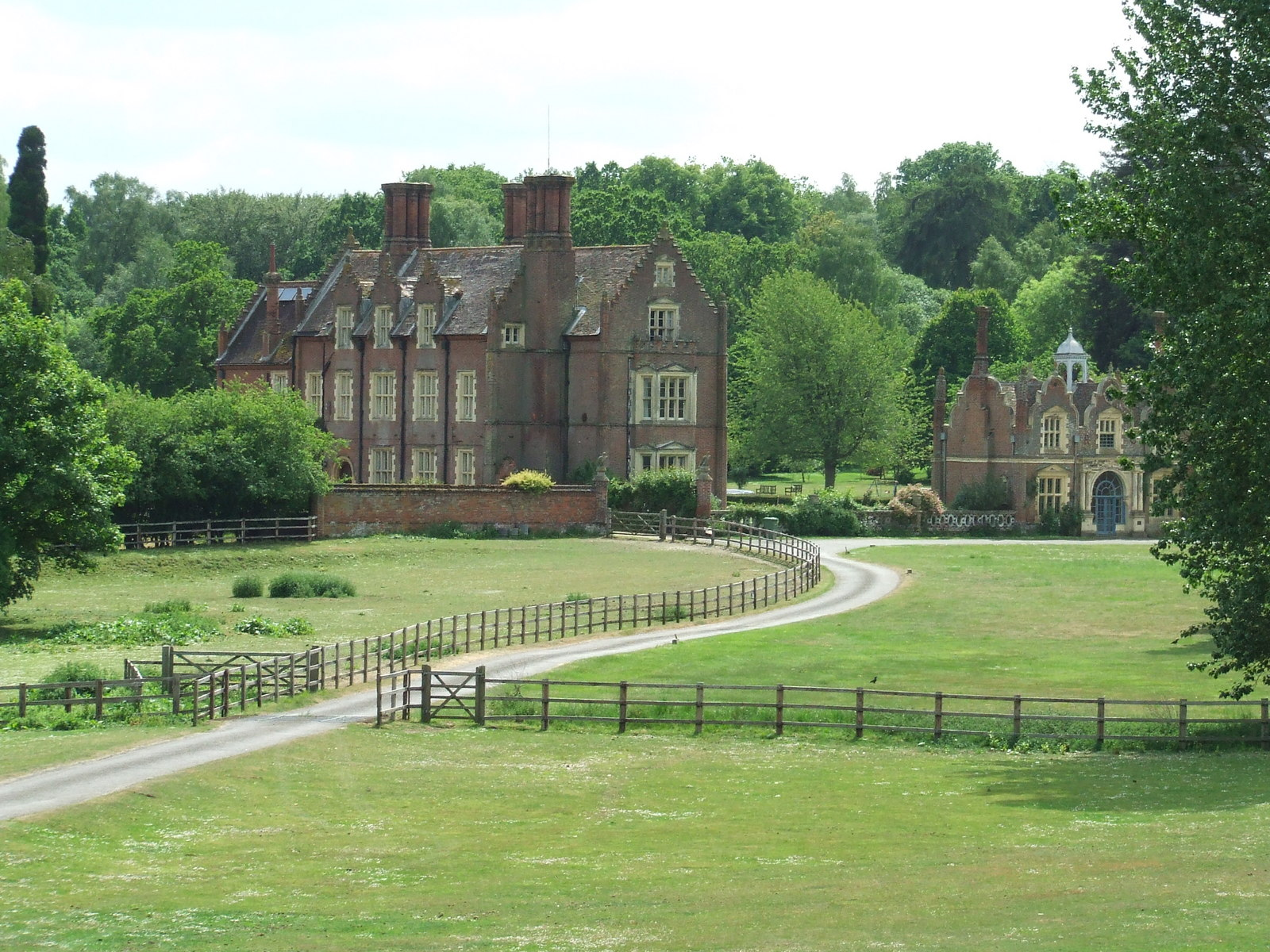
Merton Hall - siège de la famille de Grey à Norfolk

Il est le fils aîné du vénérable Thomas de Grey (4e baron Walsingham), archidiacre de Surrey, auquel il succède en 1839. Il étudie le droit à Lincoln's Inn et devient avocat en 1827. 
Il se suicide en 1870. Il se marie deux fois. Il épouse en 1842 Augusta Louisa Frankland-Russell, la fille de Robert Frankland-Russell (7e baronnet), de Thirkleby, Yorkshire, avec qui il a un fils et héritier Thomas de Grey (6e baron Walsingham). Il se remarie en 1847 avec Emily Elizabeth Julia Thellusson, fille et héritière de John Thellusson, 2e baron Rendlesham, avec qui il a quatre autres fils et quatre filles. 